# Педан Олександр Сергійович

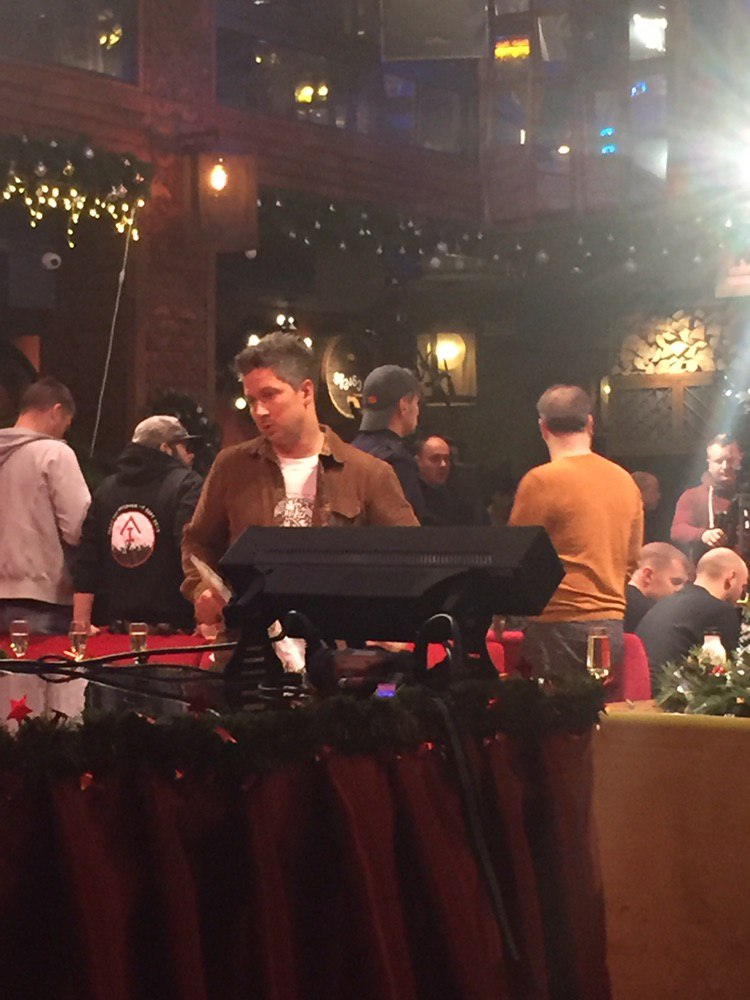

Олекса́ндр Сергі́йович Педа́н (нар. 24 березня 1982, Хмельницький) — український шоумен, телеведучий.

## Біографія
Батько Сергій Йосипович і мати Валентина Миколаївна познайомилися в танцювальному ансамблі при університеті. Олександр став їхнім третім сином. По завершенні школи він вступив на економічний факультет Хмельницького національного університету. У 2004 році отримав диплом «менеджера-економіста». У 2006 році переїхав до Києва.

## Кар'єра
Олександр мріяв стати актором з дитинства, у школі він був учасником художньої самодіяльності. Завершив театральне відділення Хмельницької школи мистецтв. 13 років займався українським танцем, оскільки батько був хореографом Ансамблю українського танцю.
Дев'ять років Олександр присвятив КВК. У 16 він став учасником команди Хмельницького національного університету. Взяв участь у турнірах Асоціації КВК України у складі команд «Стильний вітер» і «TM-TV». Грав за телевізійну команду Вищої української ліги КВК «Три товстуни», основну частину якої складали досвідчені гравці. Прийшовши в команду як танцюрист, Педан швидко увійшов до числа лідерів, став активним учасником творчого процесу — писав тексти, ставив номери. Взяв участь у низці міжнародних фестивалів Клубу (Сочі, Юрмала).
У 2006 році Олександр був ведучим Comedy Club UA, а також учасником щотижневих вечірок клубу і телеверсій. Яскравий індивідуальний образ конферансьє подарував йому творчий псевдонім — Олександр «Ангел» Педан.
У 2008 році Педан був одним з ведучих ранкового шоу «Підйом» на Новому каналі у партнерстві з Фреймут та Притулою. Цю трійцю ведучих називають однією з найуспішніших за весь час існування ранкового шоу на Новому каналі. Разом з Ольгою і Сергієм Олександр вів «Підйом» до травня 2011 року.
У 2008 році був ведучим шоу «Україна сльозам не вірить» з Марією Єфросініною та Сергієм Притулою. З 2010 по 2011 рік був учасником шоу «Зроби мені смішно» з Сергієм Притулою, Марією Єфросініною, Дмитром Коляденком, Андрієм Доманським, Анастасією Касіловою і Сергієм Кузіним.
З 2010 по 2011 рік був суддею шоу «Співай, якщо зможеш» з ведучими Сергієм Притулою та Марією Єфросініною. 2011 — став ведучим екстремального шоу «Я — Герой!» із Сергієм Притулою та чемпіонкою світу зі спортивної гімнастики Лілією Подкопаєвою. Цього ж року Олександр стає ведучим шоу «Інтуїція» — свого першого сольного проєкту на Новому каналі.
З березня по червень 2012 року був ведучим шоу «Пакуй валізи». У Березень 2012 року Олександр був в шоу «Хто зверху?». Ведучі проєкту Ольга Фреймут та Сергій Притула жартома називають Педана «голос зверху», «верховний суддя», бо Олександра немає в кадрі й глядачі чують тільки його голос.
Влітку 2012 року разом з Фреймут та Притулою був ведучим шоу «КабріоЛіто».
10 березня 2013 року на Новому каналі стартував інформаційно-розважальний вечірній проєкт «Педан-Притула Шоу». Педан був ведучим і креативним продюсером шоу разом із Сергієм Притулою. З 2014 року був ведучим проєкту «Серця трьох», провівши три сезони цього шоу.
З 2014 по 2015 рік був ведучим у двох сезонах програми «Дешево і сердито». В шоу Олександр мав задачу з гумором шукати можливості економії у всіх сферах. У 2015 році був ведучим телепроєкту «Дешево та сердито».
У 2016 році разом з Дмитром Танковичем був ведучим Національного відбору на Євробачення 2016, де перемогла Джамала. Восени 2016 року почав роботу над проєктом «Зірки під гіпнозом».
Зараз знімається у новому сезоні "Хто зверху?", "Improv live show" та інші

## Телепроєкти

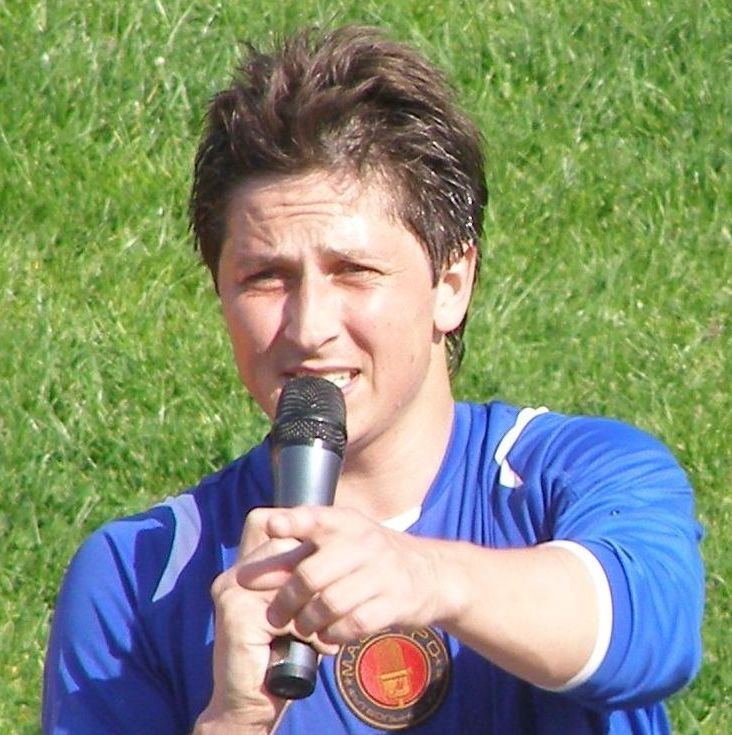
У складі команди «Маестро»

- Comedy Club UA
- Підйом
- Зроби мені смішно
- Інтуїція
- Пакуй валізи
- Хто зверху?
- Я — Герой!
- Кабріоліто
- Педан-Притула Шоу
- Серця трьох 3
- Дешево й сердито
- Євробачення-2016. Україна
- Зірки під гіпнозом
- «Екси»
- Гра на нервах

## Родина та особисте життя
- Батько — Велолер.
- Мати — Валентина Миколаївна Педан, викладач в університеті.
- Дружина — Інна Педан, викладач англійської мови в одній із гімназій Києва.
- Донька — Валерія, нар. 25 березня 2005 року.
- Син — Марк, нар. 26 грудня 2016 року

Деякий час, поки Олександр починав кар'єру в Києві, його дружина була вимушена жити з донькою у Хмельницькому. Згодом Олександр назвав цей період найважчим у сімейному житті.

## Цікаві факти
- Із майбутньою дружиною Інною Олександр познайомився у 9 класі під час шкільного КВК. Потім вони знову зустрілися у студентські роки. І відтоді не розлучалися. У 2003 році пара одружилася.
- Шоумен любить екстремальні види спорту: сноуборд, дайвінг, кайт, парашут, банджі-джампінг та ін.
- У 2011 році завів йоркширського тер'єра на прізвисько Лавінія.
- Мріє полетіти в космос.
- У шоу «Пакуй валізи» приміряв безліч образів: Леді Гага, Божевільний Капелюшник з «Аліси в країні чудес», пірат, циганка, балерина, даїшник, хрещений батько, Гаррі Поттер, Супермен тощо. За 12 програм сезону Олександр змінив 16 образів. Підготовка до деяких перевтілень займала до двох годин. Ведучому довелося ходити на підборах, вдягати колготки, накладні нігті та вії.
- Виступаючи в шоу «Пакуй валізи» в образі Алли Пугачової Олександр зірвав голос, після чого деякий час не міг розмовляти.
- Олександр Педан вивчив українську мову у дорослому віці, а до цього спілкувався російською[5].

## Громадська діяльність
- 2014  — організував концерт до Дня прикордонника у прифронтовій зоні
- 2015 — став автором і творцем проєкту до дня Матері «Воїни АТО читають вірші своїм матерям»[6]
- 2016 — разом з Олегом Скрипкою і Сергієм Притулою підтримав соціальний проєкт «Година коду», в рамках якого, поміж інших, діти 130 українських шкіл вчилися програмувати[7][8]
- 2018 — записав відеозвернення на підтримку ув'язненого у Росії українського режисера Олега Сенцова[9]

## Спорт
- у 2009—2011 роках під час зйомок в програмі «Підйом, перевірено на собі» Олександр брав участь в різних екстремальних видах спорту.
- 2010 почав грати в футбол в команді ФК «Маестро».
- 2010 — став творцем і співзасновником спортивного-музичного фестивалю Z-games. До 2013 року фестиваль проходив в рамках фестивалю Казантип в Криму, з 2014-го він проходить в Затоці Одеської області. 2015 року цей фестиваль зібрав рекордну кількість любителів спорту — понад 10 тис.
- 2021 — Олександр Педан підкорив Говерлу та Петрос[10].

## Нагороди
- Орден «За заслуги» III ст. (27 червня 2025) — за значні заслуги у зміцненні української державності, мужність і самовідданість, виявлені у захисті суверенітету та територіальної цілісності України, вагомий особистий внесок у розвиток різних сфер суспільного життя, відстоювання національних інтересів нашої держави, сумлінне виконання професійного обов’язку.[11]
- 2011 — диплом номінанту Телетріумф у номінації «ранкова передача» за програму «Підйом»